# 85388 Sakazukiyama
85388 Sakazukiyama è un asteroide della fascia principale. Scoperto nel 1996, presenta un'orbita caratterizzata da un semiasse maggiore pari a 2,5424056 au e da un'eccentricità di 0,3121919, inclinata di 3,95075° rispetto all'eclittica.